# Leptochilus gusenleitneri
Leptochilus gusenleitneri är en stekelart som beskrevs av Yilderim och Özbeck 1995. Leptochilus gusenleitneri ingår i släktet Leptochilus och familjen Eumenidae. Inga underarter finns listade i Catalogue of Life.